# Maja Miljković
Maja Miljković (in serbo Маја Миљковић?; Leskovac, 11 aprile 1988) è una cestista serba.
Alta 175 cm, gioca come guardia.

## Carriera
Nel 2008 è stata convocata per gli Europei Under-20, svoltisi tra Chieti, Sulmona e Pescara, dove, con la maglia della nazionale serba, ha conquistato il terzo posto.
Con la Serbia ha disputato tre edizioni dei Campionati europei (2007, 2009, 2019).